# 마찰적 실업
마찰적 실업(摩擦的失業, frictional unemployment)은 노동자들이 직업을 구하거나, 한 직장에서 다른 직장으로 이직을 하기까지 걸리는 시간에서 비롯되는 실업이다. 탐색적 실업(search unemployment)이라고도 하며 개인의 환경에 기반할 수 있다.

## 정의

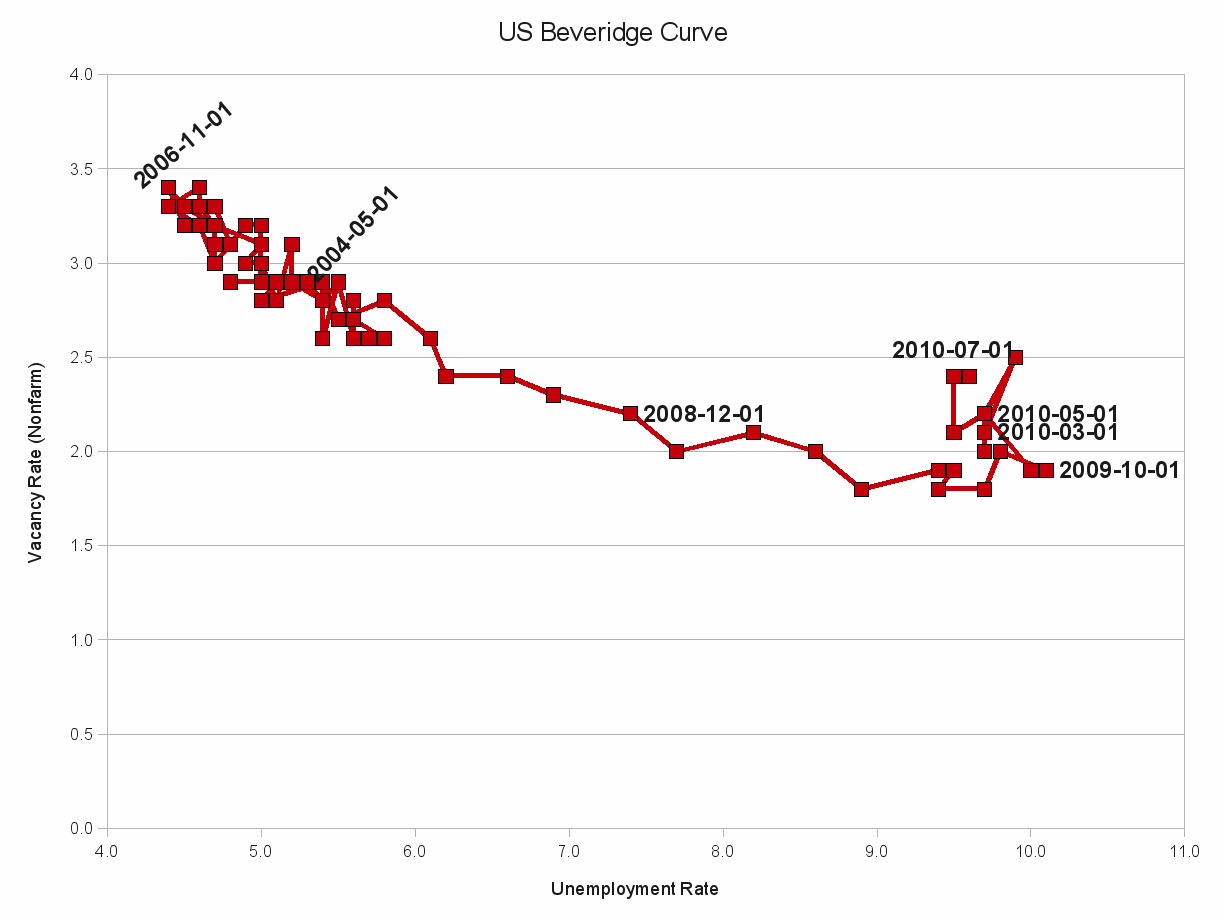
구인율과 실업율 간 데이터의 베버리지 곡선. 미국 노동통계청.

마찰적 실업은 직업과 노동자가 둘 다 이질적이고 수요와 공급의 특징 간에서 불일치가 발생하기 때문에 존재한다. 이러한 불일치는 능력, 지불, 노동시간, 장소, 태도, 취향 등의 요인들과 관련될 수 있다.
마찰적 실업은 완전 고용의 개념과 관련되거나 호환되는데, 그 이유는 둘 다 왜 완전 고용에 도달할 수 없는지의 이유를 제시하기 때문이다.

## 해결책
마찰적 실업을 줄이는 정책에는 다음을 포함한다:
- 교육적 조언
- 취직 가능한 직업과 노동자에 관한 정보
- 편견과 싸우는 것 (특정 노동자, 직업, 위치 등)
- 인센티브와 규제 (예: 마찰적 실업자가 이익을 취할 때)
- 산업과 서비스의 재배치
- 이용성과 유연성을 증가시키기 위한 시설 (예: 탁아소)
- 특정한 장애물을 극복할 수단 (예: 장애가 있는 노동자를 고용할 때)
- 총임금과 순임금 간의 격차 줄이기